# Pauleteiland

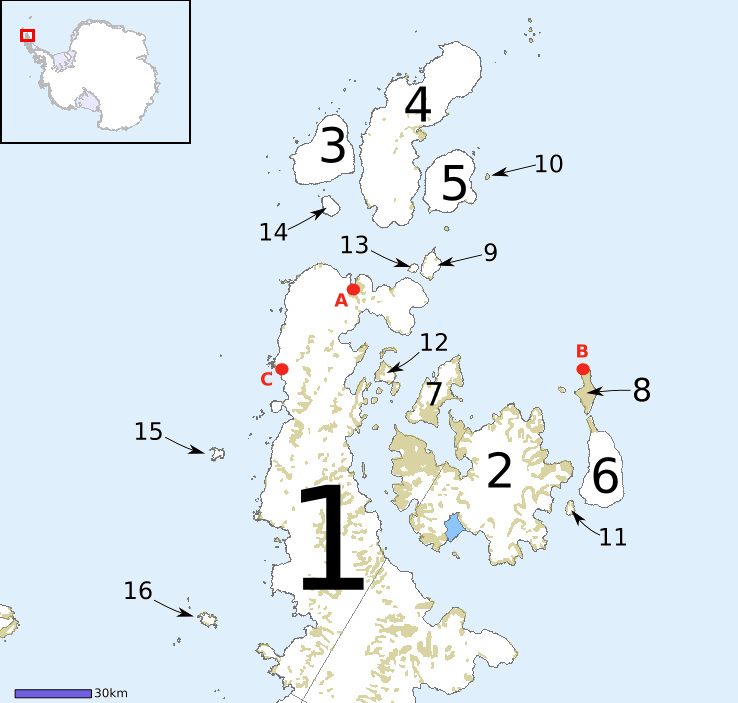
Kaart van Grahamland, met Paulet Island(10)

Pauleteiland is een cirkelvormig eiland van ongeveer 1,5 km diameter bij het noordoostelijke uiteinde van Grahamland op het Antarctisch Schiereiland. Het is gevormd uit lavastromen met bovenop een sintelkegel en een kleine krater op de top. Geothermische activiteit houdt een deel van het eiland ijsvrij, de jonge morfologische eigenschappen van de vulkaan lijken te wijzen op vulkanische activiteit in de afgelopen duizend jaar.
Het eiland werd ontdekt door de Britse expeditie van 1839-1843 onder leiding van James Clark Ross en werd door hem genoemd naar George Paulet, een kapitein van de Royal Navy.
Op Pauleteiland huist een kolonie van meer dan 200.000 adeliepinguïns, en het wordt regelmatig aangedaan door cruiseschepen.